# Il boia arriva all'alba
Il boia arriva all’alba (Daybreak) è un film del 1948, diretto da Compton Bennett. 